# 天安 (コルベット)
天安（チョナン、천안、PCC-772、ROKS Cheonan）は、韓国海軍所属の浦項級コルベット（満載排水量：1,220t）の14番艦。「天安」という艦名は、韓国忠清南道の都市である天安市に因んでいる。1991年に就役したが、2010年に黄海、北朝鮮との海上境界線付近の白翎島沖にて爆沈、失われた。

## 経歴
1989年に起工し、1991年から韓国沿岸の哨戒艇として就役した。日本では翻訳の関係で哨戒艦として報道されることが多かったが、本艦の属する浦項級は、哨戒艦（OPV）ではなくコルベットに類別される艦艇である。「天安」は、1999年に北朝鮮の朝鮮人民軍と韓国海軍との武力衝突である第1延坪海戦で、北朝鮮と交戦した1隻であった。浦項級は24隻就役したが、2009年から順次退役が始まっており、「天安」も近いうちに退役する予定であった。

## 沈没事件
2010年3月26日午後9時45分頃、「天安」は朝鮮半島西方黄海上の北方限界線（NLL）付近（白翎島西南方）で船体後方が爆発し、船体が2つに切断され沈没、乗組員104名のうち46名が死亡した。

## その後
- 2021年、新たに天安の名を冠した新型フリゲートが進水。新たな天安は2,800トンと、沈没したコルベットの天安より大型となった[1]。